# Миттал, Лакшми
Лакшми Нивас Миттал (англ. Lakshmi Niwas Mittal; род. 15 июня 1950[…], Раджгарх, Раджастхан) — индийский бизнесмен, основатель и владелец крупнейшей металлургической группы мира Mittal Steel Company N.V., совладелец крупнейшей в мире металлургической компании Arcelor Mittal. В 2008 году согласно рейтингу журнала «Форбс» владел четвёртым по величине состоянием в мире (45 миллиардов долларов США). В 2009 году, по данным журнала «Форбс», его состояние уменьшилось до 20,7 миллиарда долларов

## Биография
Отец Лакшми Мохан Миттал был собственником крупной сталелитейной фирмы Ispat. После окончания университета Лакшми принял участие в семейном бизнесе. В 1976 году ограничения на развитие сталелитейного бизнеса, введенные в Индии, вынудили Лакшми Миттала перенести бизнес в Индонезию, где был построен  сталелитейный комбинат Ispat Indo.
Более чем за 30 лет своего развития компания Ispat International появилась практически во всех регионах мира. Исключение составила Индия, в которой отец Миттала начинал свой бизнес, но продал его из-за проблем с правительством. Его стальная империя увеличивалась за счет агрессивного поглощения предприятий: в Мексике, Канаде, Германии, Казахстане и других странах.
В 1997 году он зарегистрировал компанию LNM (Lakshmi Narendra Mittal), передав туда контрольные пакеты активов Ispat. В 2003 году Ispat и LNM были объединены в Mittal Steel Group, причем управляющая компания, Mittal Steel S.A., оказалась зарегистрирована в Нидерландах, а головной офис перемещен из Индонезии в Лондон.
Владеет роскошным особняком в Лондоне, включающим в себя 12 спальных комнат. Женат, двое детей — сын по имени Адитья (Aditya) и дочь по имени Ваниша (Vanisha).

## Бизнес в постсоветских странах

### АрселорМиттал Темиртау
АО «Испат Кармет» образовано в середине 1990-х покупкой на закрытом тендере по приватизации компанией Ispat International Карагандинского металлургического комбината. Кроме того, компания приобрела в Казахстане электростанции, шахты, рудники и прочие предприятия. В декабре 2004 года АО «Испат Кармет» перерегистрировано в АО «Миттал Стил Темиртау», а с 6 сентября 2007 года в АО «АрселорМиттал Темиртау».

## Награды
- Орден Достык 1-й степени (Казахстан, 2010)[6].